# Adenarake macrocarpa
Adenarake macrocarpa är en tvåhjärtbladig växtart som beskrevs av C. Sastre. Adenarake macrocarpa ingår i släktet Adenarake och familjen Ochnaceae. Inga underarter finns listade i Catalogue of Life.